# Chamaesaracha
Chamaesaracha es un género de  plantas en la familia de las solanáceas con 30 especies que se distribuyen por México y Centroamérica.

## Especies seleccionadas
- Chamaesaracha aculeata
- Chamaesaracha bolivensis
- Chamaesaracha boliviensis
- Chamaesaracha coniodes
- Chamaesaracha coronopus
- Chamaesaracha crenata
- Chamaesaracha edwardsiana
- Chamaesaracha grandiflora
- Chamaesaracha nana
- Chamaesaracha pallida
- Chamaesaracha sordida
- Chamaesaracha villosa